# Papiermühle (Schmölln)
Papiermühle ist ein weilerartiger Ortsteil der Stadt Schmölln im Landkreis Altenburger Land in Thüringen.

## Lage

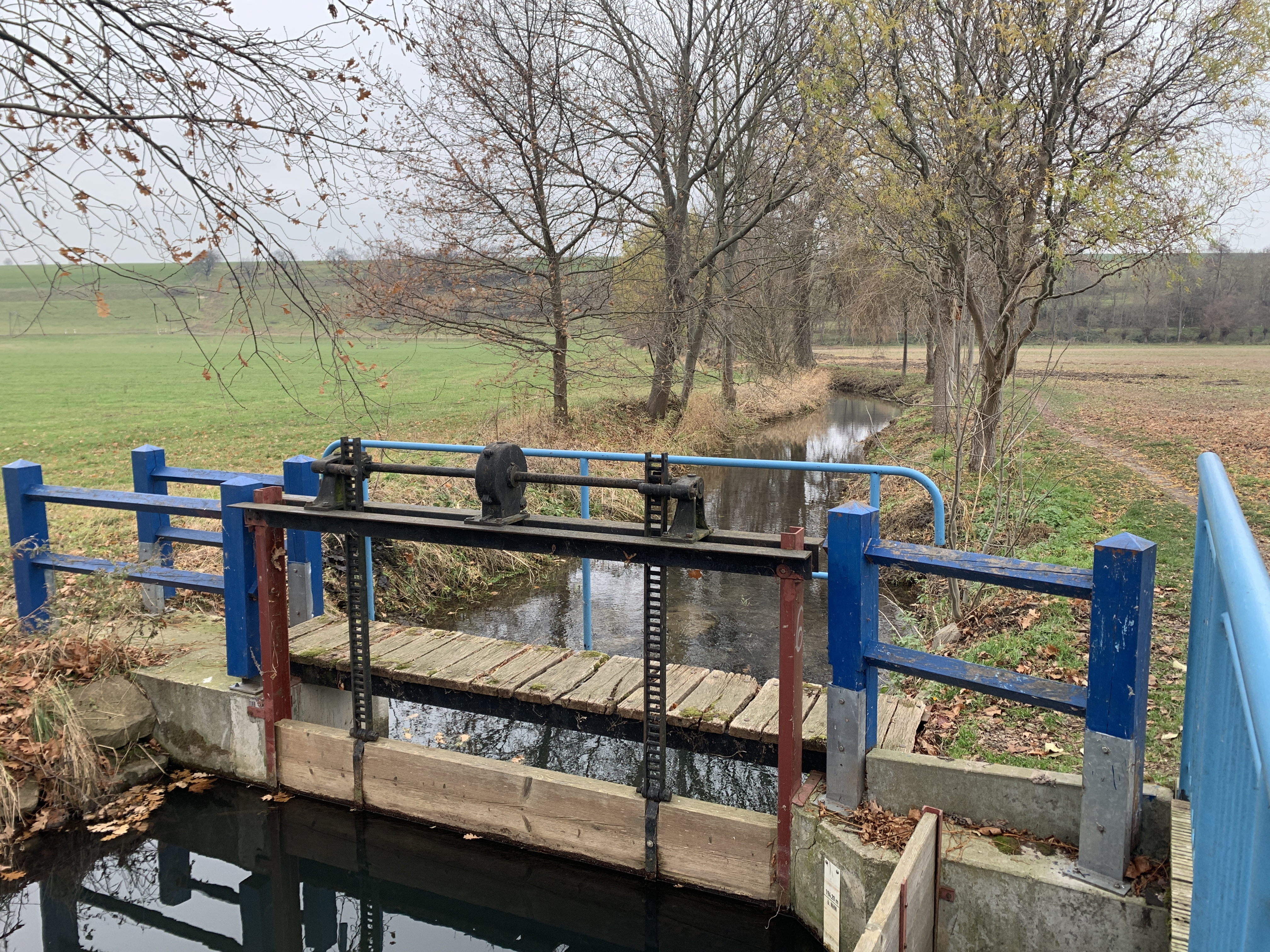
Blick auf den Mühlgraben am Abzweig von der Sprotte

Der Weiler liegt an der Sprotte nordöstlich der Stadt Schmölln und südwestlich der Stadt Altenburg. Ein Mühlengebäude und ein Mühlgraben erinnern an vergangene Epochen.

## Geschichte
Der Ort wurde 1445 erstmals urkundlich erwähnt. Der Name des Orts ist auf das ehemalige noch vorhandene Mühlgebäude und seinen Mühlgraben zurückzuführen. Papiermühle gehörte wie Großstöbnitz zum wettinischen Amt Altenburg, welches ab dem 16. Jahrhundert aufgrund mehrerer Teilungen im Lauf seines Bestehens unter der Hoheit folgender Ernestinischer Herzogtümer stand: Herzogtum Sachsen (1554 bis 1572), Herzogtum Sachsen-Weimar (1572 bis 1603), Herzogtum Sachsen-Altenburg (1603 bis 1672), Herzogtum Sachsen-Gotha-Altenburg (1672 bis 1826). Bei der Neuordnung der Ernestinischen Herzogtümer im Jahr 1826 kam der Ort wiederum zum Herzogtum Sachsen-Altenburg.
Nach der Verwaltungsreform im Herzogtum gehörte er als Teil von Großstöbnitz bezüglich der Verwaltung zum Ostkreis (bis 1900) bzw. zum Landratsamt Ronneburg (ab 1900). Die Siedlung gehörte ab 1918 zum Freistaat Sachsen-Altenburg, der 1920 im Land Thüringen aufging. 1922 kam sie zum Landkreis Altenburg.
Bei der zweiten Kreisreform in der DDR wurden 1952 die bestehenden Länder aufgelöst und die Landkreise neu zugeschnitten. Somit kam Papiermühle als Ortsteil von Großstöbnitz mit dem Kreis Schmölln an den Bezirk Leipzig; jener gehörte seit 1990 als Landkreis Schmölln zu Thüringen und ging bei der thüringischen Kreisreform 1994 im Landkreis Altenburger Land auf. Mit der Eingemeindung von Großstöbnitz wurde auch Papiermühle am 1. Januar 1996 ein Ortsteil von Schmölln. 44 Personen lebten 2023 im Weiler.